# Acanthochondria sagitta
Acanthochondria sagitta – gatunek widłonoga z rodziny Chondracanthidae. Nazwa naukowa tego gatunku skorupiaków została opublikowana w 2011 roku przez biologów Anę Julię Alarcos i Juana T. Timiego.